# Cas de divorce
Cas de divorce est une série télévisée française en 132 épisodes de 26 minutes écrite par Ariane Gil, réalisée par Gérard Espinasse, produite par Claude Abbé (alias Claude Berda) pour AB Productions. Il s'agit de l'adaptation française de la série américaine Divorce Court (en).
Elle a été diffusée du 2 avril 1991 au 7 avril 1992 sur La Cinq, sur la case quotidienne de 10 h 30, puis aux alentours de minuit.
La série a été rediffusée à partir du 18 mars 1996 sur TF1. Dès 1993 on retrouve la série sur Monté-Carlo TMC, et par la suite sur RTL9, NT1, AB1, AB3 et AB4. Elle fait son retour en décembre 2023 sur la chaîne Crime District vers 4h00 du matin.
Elle est également disponible en intégralité sur la chaîne YouTube Génération Sitcoms depuis le 28 mars 2021.

## Synopsis
Cette série met en scène un tribunal spécialisé dans des affaires de divorce.

## Origines de la série
La volonté d'Ariane Gil était de créer un programme « ridicule et rigolo ».
En France, les tribunaux spécifiquement réservés aux divorces n'existent pas, d'ailleurs les audiences réservées à ce type d'affaires n'y sont pas publiques. En réalité, même si l'audience est censée se dérouler en France, elle est une copie presque conforme de la configuration et du cérémonial des tribunaux américains. En effet, il s'agit de l'adaptation de la plus ancienne série judiciaire américaine Divorce Court (en). Aux États-Unis, la série a été diffusée en syndication, en trois temps : de 1957 à 1969, de 1985 à 1992 et depuis 1999. La version française est l'adaptation de la version de 1985-1992. Elle est produite par AB Productions avec la participation des sociétés Blair Entertainment et Fremantle.

## Déroulement

### Trame générale
La trame générale est identique à tous les épisodes : 
- un journaliste présent dans la salle annonce l'affaire qui va être jugée et le juge désigné ;
- le juge entre dans la salle et demande à tous de s'asseoir ;
- les avocats des plaignants exposent chacun la version des faits de leur client (exposé parfois absent, comme dans Rambeaux contre Rambeaux - épisode 22) ;
- tour à tour, chaque plaignant, puis ses témoins, est interrogé par son avocat, puis par l'avocat adverse ;
- les avocats des deux parties font part de leur conclusion (souvent assez proche de l'exposé du départ - cet exposé final est absent de quelques épisodes) ;
- suspension de séance, le juge se retire (verdict dans quelques instants) - écran noir ;
- le journaliste annonce la reprise de séance ;
- le juge prononce son verdict.

Comme dans la version américaine, il y a parfois une scène d'exposition précédant le générique (épisodes 22, 27, 31, 33, 34, 36, 37, 39, 58, 67, 70, 76, 98, 101, 103 et 113).
Les juges, avocats et journalistes alternent tous les deux épisodes.

### Bouleversements possibles
Dans certains épisodes, des bouleversements inattendus modifient l'agencement général, notamment :
- réconciliation des époux rendant la procédure caduque ;
- le juge sursoit à statuer, donnant rendez-vous aux plaignants dans 6 mois ;
- irruption d'un témoin inattendu de dernière minute ;
- demande d'entrevue du juge dans son bureau (non filmée), pour interroger les enfants du couple ;
- huis clos (filmé) pour interroger un mineur (Nouveau contre Nouveau), un personnage imaginaire (Alquist contre Alquist), ou un perroquet (Renaud contre Renaud) ; l'huissier fait évacuer la salle d'audience ;
- suspension de séance non prévue dans l'audience (malaise, ramener le calme...).
- des animaux sont parfois présents au sein du Tribunal, soit afin d'y être interrogés (un perroquet - épisode 38), soit en tant que simples spectateurs (un cochon - épisode 3).

## Distribution

### Personnages récurrents

#### Juges
- Denis Savignat : le juge François Martinaud (épisodes 1 à 4, 9, 10, 15, 16, 19 à 22, 25, 26, 31, 32, 35, 36, 39 à 42, 47, 48, 53, 54, 59, 60, 63 et 64).
- Jean-Yves Gautier : le juge René Maillot (épisodes 11 à 14, 23, 24, 27 à 30, 33, 34, 37, 38, 43 à 46, 49 à 52, 55 à 58, 61, 62, 65 et 66).
- Michel Barbey : le juge Daniel Legrand (épisodes 5 à 8, 17 et 18 / plaignant dans l'épisode 39).
- Emmanuelle Clove : le juge Elisabeth Bessière (épisodes 69, 70, 73 à 76, 79, 80, 83 à 86, 89, 90, 93, 94, 97, 98, 101, 102, 105, 106, 109, 110, 113 à 116, 119 à 122, 125 à 128, 131 et 132).
- Manuel Bonnet : le juge Martin François (épisodes 67, 68, 71, 72, 77, 78, 81, 82, 87, 88, 91, 92, 95, 96, 99, 100, 103, 104, 107, 108, 111, 112, 117, 118, 123, 124, 129 et 130) / Michel Jeanot (épisode 19).

#### Avocats
- Blanche Ravalec : Maître Camille Girard : blonde débordante d'énergie, sa voix part dans les aigus lorsqu'elle est sur le point de perdre une affaire. Mariée à un avocat véreux, elle divorce finalement de ce dernier. Elle possède un grain de beauté sur l'épaule droite (épisodes 7, 8, 21, 22, 31, 32, 39, 40, 53, 54, 59, 60, 65, 66, 69, 70, 83, 84, 93, 94, 103, 104, 121, 122, 125 et 126).
- Bruno Pradal : Maître Dumond. Il se retrouve souvent affublé de clients à la moralité douteuse et doit tenter contre vents et marées de les défendre, y compris contre eux-mêmes. De fait, il gagne très peu d'affaires. Il se distingue surtout par ses clients excentriques qui le font tourner en bourrique et lui font perdre procès sur procès. (épisodes 5, 6, 15, 16, 37, 38, 47, 48, 57, 58, 77, 78, 83, 84, 89, 90, 117, 118, 126, 129 et 130).
- Bruno Devoldère : Maître Picard (épisodes 3 et 4)
- François-Régis Marchasson : Maître Perrot (épisodes 7, 8, 13, 14, 25, 26, 31, 32, 55, 56, 65 et 66)
- Daniel Briquet : Maître Marchal. Il devient souvent hystérique et pousse de véritable "bouélées" au sein du Tribunal (épisodes 21, 22, 29, 30, 43, 44, 53, 54, 61, 62, 73 à 76, 85, 86, 91 à 94, 103, 104, 113 et 114).
- Marie Collins : Maître Kessler (épisodes 5, 6, 15, 16, 27, 28)
- Chrystelle Labaude : Maître Bardin : avocate hautaine, souvent méprisante ; elle s'emporte facilement et perd souvent ses procès. (épisodes 3, 4, 23, 24, 55, 56, 85, 86, 99, 100, 111 et 112)
- Laure Sabardin : Maître Roux : d'une efficacité redoutable, cette avocate, grâce à des interrogatoires rondement menés et une équipe d'enquêteurs efficaces parvient souvent à trouver la faille provoquant la chute de la partie adverse. Elle gagne pratiquement tous ses procès. (épisodes 1, 2, 13, 14, 23, 24, 33, 34, 37, 38, 45, 46, 67, 68, 73, 74, 77, 78, 81, 82, 89, 90, 101, 102, 109, 110, 113, 114, 127, 128, 131 et 132)
- Gérard Pinteau : Maître Leclerc (épisodes 75, 76, 99, 100, 105, 106, 115 et 116)
- Jean-Christophe Brétignière : Maître Beller (épisodes 33, 34, 41 et 42)
- Xavier Clément : Maître Durieux (épisodes 69, 70, 79, 80, 95, 96, 109, 110, 119 et 120)
- Bernard Allouf : Maître Rivière (épisodes 101, 102, 107, 108, 115 et 116) / Henry Charpentier (épisode 90)
- François Siener : Maître Meyer (épisodes 35, 36, 49 et 50)
- Patrick Palmero : Maître Laval (épisodes 1, 2, 17, 18, 39, 40, 49, 50, 63, 64, 71, 72, 81, 82, 97, 98, 121, 122, 127 et 128)
- Louise Boisvert : Maître Vaneau (épisodes 91, 92, 97, 98, 105 et 106) / Lorette Jeanot (épisode 19)
- Christian François : Maître Cayeux (épisodes 11, 12, 27 et 28)
- Maud Rayer : Maître Roy (épisodes 9 et 10)
- Jean-Marie Fonbonne : Maître Dupuy (épisodes 111 et 112)
- Valérie Rojan : Maître Chabert (épisodes 11 et 12)
- Annie Jouzier : Maître Raymond (épisodes 25, 26, 29, 30, 51, 52, 61, 62, 119 et 120)
- Catherine Eckerle : Maître Forestier (épisodes 19, 20, 35, 36, 47, 48, 57, 58, 67, 68, 79, 80, 87, 88, 95, 96, 107, 108, 117, 118, 123, 124, 129 et 130)
- François Bourcier : Maître Villiers (épisodes (45, 46, 51, 52, 59, 60, 87, 88, 123, 124, 131 et 132)
- Philippe Roullier : Maître Auriol (épisodes 9, 10, 19, 20, 63 et 64)
- Mireille Audibert : Maître Monceau (épisodes 17, 18, 41 et 42)
- Cécile Mazan : Maître Lefèvre (épisodes 71 et 72)
- Carol Brenner : Maître Larrieux (épisodes 43 et 44) / Mme Morel (épisode 124)

#### Journalistes au micro
- Philippe Lavot (31 à 34, 37 à 40, 43, 44, 47 à 50, 55, 56, 59, 60, 63 à 68, 71, 72, 75 à 78, 81, 82, 87, 88, 91 à 94, 97, 98, 101, 102, 105, 106, 109, 110, 112, 115 à 120, 123, 124, 129 à 132) puis les épisodes suivants par les juges Martinaud, Legrand et Bessière
- Philippe Palanque (épisodes 9 à 16, 21 à 30) puis les épisodes suivants par les juges Martinaud, Legrand et Bessière
- Hervé Falloux (épisodes 1 à 6)
- André Rabas (épisodes 35, 36, 41, 42, 45, 46, 51 à 54, 57, 58, 61, 62, 69, 70, 73, 74, 79, 80, 83 à 86, 89, 90, 95, 96, 99, 100, 103, 104, 107, 108, 111, 113, 114, 121, 122, 125 à 128) puis les épisodes suivants par les juges Maillot, Legrand et François
- Jean-Louis Tribes (épisodes 7, 8, 17 à 20) puis les épisodes suivants par les juges Maillot, Legrand et François

### Personnages épisodiques
- Jérôme Anger: Arnaud Anvers (épisode 13)
- Bernard Pinet: Docteur Félix Jacob (épisode 13)
- Cécilia Hornus : Madame Murielle Anvers (épisode 13)
- Sylvie Flepp: Yolande Rambeaux (épisode 22)
- Jacques Buron: Paul Rambeaux (épisode 22)
- Bradley Cole : Stephen Gavor (épisode 24)
- Cécile de Ménibus : Figurante dans le public (épisodes 27 et 28)
- Marion Game : Jeanne Ducas (épisode 31)
- Frédéric Norbert : Francis Jardin (épisode 34)
- Françoise Bertin : Hélène Celier (épisode 36)
- Mathé Souverbie : Michèle Delond (épisode 36)
- Ivana Coppola : Maria Paloma (épisode 46)
- Josy Lafont : Françoise Leroy (épisode 46)
- Patrice Melennec : Justin Montplaisir (épisode 48)
- Françoise Cadol : Charlotte Montplaisir (épisode 48)
- Florence Rougé : Agnès Lecomte (épisode 49)
- Jean-Claude Deret : Arthur Garcin (épisode 51)
- Andrée Damant : Louise Couture (épisode 57)
- Natacha Lindinger : Gaëlle André (épisode 70)
- Arlette Didier : Madeleine Duschesne (épisode 72)
- Sophie Mounicot : Laure Picard (épisode 72)
- Mathilde Seigner : Pascale Seguin, témoin de Monsieur Baron (épisode 78)
- Nadia Samir : Rosa Pommier (épisode 80)
- Sébastien Roch : Denis Laurier (le fils) (épisode 81)
- Joyce Châtelier-Brunet : Louise Martini (épisode 89)
- Madeleine Barbulée : Paule Villier (épisode 107)
- Patricia Elig : Laure Henry (épisode 108)
- Pierre Reggiani : Olivier Blondin (épisode 110)
- Christian Bujeau : Bernard Clément (épisode 121)
- Éric Reynaud-Fourton : Patrick Savin (épisode 128)
- Marie Chevalier : Ariane Pasquier (épisode 129)
- Dominique Vallée : Odile Normand (épisode 131)

## Commentaires
- Dans certains épisodes, le juge n'a pas de marteau.
- D'une manière générale, les époux sont défendus par des avocats masculins et les épouses par des avocats féminins ;
- Manuel Bonnet, qui interprète l'austère juge François dans de nombreux épisodes, est aussi le gouailleur « Mickey » dans un épisode - dans ce même épisode, son épouse est interprétée par Louise Boisvert qui est aussi Maître Vaneau dans d'autres épisodes.
- Certains acteurs réapparaîtront plus tard dans d'autres séries : Blanche Ravalec (Gisèle Fellous dans Sur la vie d'ma mère), Patrick Palmero (Monsieur Gautrat dans La Philo selon Philippe), François Bourcier (Antoine Richter dans Karine et Ari), Bradley Cole (Daniel dans Les Filles d'à côté), Marie Chevalier (Sabine dans Les Filles d'à côté et Les Nouvelles Filles d'à côté), Laure Sabardin (Madame Pichardeau dans Les Filles d'à côté et Les Nouvelles Filles d'à côté), Patricia Elig (Stéphanie dans Les Nouvelles Filles d'à côté), Gérard Pinteau (Antoine Garnier dans Le Miel et les Abeilles), Josy Lafont (Eugénie dans Le Miel et les Abeilles), Marion Game (Huguette dans Scènes de ménages), Jérôme Anger (Pierre Sylvestre dans Docteur Sylvestre), Blanche Raynal (Christine Rivière dans Une femme d'honneur) et Chrystelle Labaude (Nadia Angeli dans Section de recherches et Élisabeth Bastide dans Un si grand soleil).
- Dans certains épisodes, d'épais grimoires sont ostensiblement disposés sur le bureau du juge ; on peut parfois distinguer le titre sur la tranche : Annuaire des ventes.
- Les magistrats aussi divorcent dans deux épisodes : le juge Legrand, Maître Girard.
- Avant d'avoir participé à Cas de divorce, Hervé Falloux et Cécile Mazan étaient réunis dans Un monde sans pitié (1989).
- Certains acteurs interprètent différents personnages au sein de la série : Alexandra Ehrlich (Irène Wong - épisode 79, Sophie Chaumet - épisode 96), Paula Brunet (Sabine Dumoulin - épisode 91, Carmen Marena - épisode 98).
- Manuel Bonnet, Chrystelle Labaude, Patrick Palmero, Catherine Eckerle et François-Régis Marchasson ont déjà joué le rôle d'avocat dans la série Tribunal.
- Les noms de Garnier et Girard apparaissent souvent dans les séries AB et celle-ci n'échappe pas à la règle.
- Parmi les différents verdicts, il y a 49 victoires pour l'épouse, 30 victoires pour l'époux, 16 réconciliations, 5 réflexions et 32 torts partagés.